# Bosmina (Eubosmina) crassicornis
Bosmina (Eubosmina) crassicornis is een watervlooiensoort uit de familie van de Bosminidae. De wetenschappelijke naam van de soort is voor het eerst geldig gepubliceerd in 1887 door Lilljeborg.